# 克利夫兰 (阿拉巴马州)
克利夫兰（英文：Cleveland），是美国阿拉巴马州下属的一座城市。面积约为7.84平方英里（约合20.3平方公里）。根据2010年美国人口普查，该市有人口1,303人，人口密度为166.22/平方英里（约合64.19/平方公里）。